# Эрдёг
Эрдёг или Ёрдёг (венг. Ördög, Ürdüng) — демоническое существо, меняющее форму, из венгерской мифологии и раннего венгерского язычества, которое контролирует тёмные и злые силы мира.
После христианизации его отождествляли с дьяволом. В венгерской мифологии часто говорится, что Богу («Истен» на венгерском языке) помог Эрдёг при создании мира.
Часто полагают, что Эрдог чем-то похож на сатира или фавна, гуманоида с верхней частью туловища мужчины и нижней частью козла; обычно угольно-чёрный, с раздвоенными копытами, бараньими рогом, длинным хвостом, оканчивающимся лезвием; и он носит вилы. Его также можно отличить по слишком большому фаллосу.
Он обитает в подземном мире или аду («Покол» по-венгерски), постоянно помешивая огромный котел, наполненный душами тех, кто жил во грехе (однако неясно, считался ли подземный мир местом наказания или нет в дохристианской венгерской мифологии, поскольку название Покол появилось после христианизации). Когда он всё-таки приходит на землю, то, согласно некоторым легендам, он прячется в стенах жертв и издаёт едва уловимые звуки, звучащие пронзительно и даже пискляво. В других легендах, приходя на землю, он принимает облик лисы, тёмного пламени или венгерского пастуха с тёмными, сверкающими глазами. У него есть привычка заключать пари с людьми, чтобы увидеть, не испорчены ли они. Его долгосрочная цель — собрать больше человеческих душ («лелкек» по-венгерски).